# Giacomo Franceschini
Giacomo Franceschini (Bologna, 1672 – Bologna, 1745) è stato il figlio e discepolo di Marcantonio Franceschini.

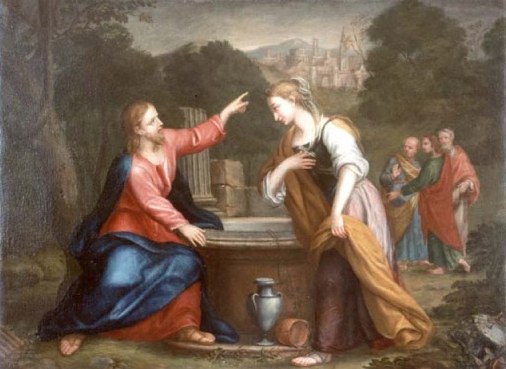
La rappresentazione del discorso che Gesù tiene per la Samaritana, olio su tela realizzato tra il XVII e il XVIII secolo (oggi in una collezione privata).

Seguendo lo stile di suo padre realizzò soggetti pittorici di genere storico e religioso, sue opere sono infatti ancor oggi esposte in alcune chiese di Bologna. Nella chiesa di Santa Maria Incoronata sono posti un quadri ritraenti San Usualdo, Santa Margherita, Santa Lucia e Santa Cecilia, nella chiesa di San Simone una Crocifissione di Gesù, e a San Martino una Sant'Anna. Giuseppe Pedretti è stato tra i suoi allievi.